# Osiel Cárdenas Guillén

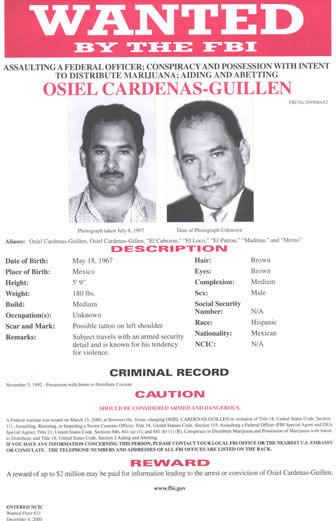
Osiel Cárdenas Guillén, Fahndungsaufruf (2000)

Osiel Cardenas (* 18. Mai 1967 in Matamoros) ist ein mexikanischer Verbrecher und ehemaliger Anführer des Golf-Kartells.
Osiel Cardenas ist der Bruder von Ezequiel Cárdenas Guillén.
Am 14. März 2003 wurde Osiel Cardenas bei einem Schusswechsel mit dem mexikanischen Militär festgenommen. Zu der Zeit war er einer der FBI Ten Most Wanted Fugitives und auf ihn war ein Kopfgeld von 2 Millionen Dollar ausgesetzt.